# Quận Bryan, Georgia
Quận Bryan là một quận trong tiểu bang Georgia, Hoa Kỳ. Quận lỵ đóng ở thành phố Pembroke 6. Theo điều tra dân số năm 2010 của Cục điều tra dân số Hoa Kỳ, quận có dân số 30.233 người 2.